# 瑪麗·維奧利特·葛瑞米
瑪麗·維奧利特·葛瑞米（英語：Mary Violet Graeme，1875年—1951年1月18日），出生於蘇格蘭，英格蘭女子羽毛球運動員。
瑪麗·維奧利特·葛瑞米於1899年與梅莉爾·盧卡斯搭檔，贏得了第一屆全英羽球錦標賽女子雙打冠軍。隔年，兩人再度一起奪得該項目冠軍。1901年，兩人再次打入女子雙打決賽，但敗給黛西·聖約翰與E·莫斯里而獲得亞軍。